# 炤知麻立干
炤知麻立干（しょうち まりつかん、生年不詳 - 500年）は、新羅の第21代の王（在位:479年 - 500年）であり、姓は金。

## 世系
先代の慈悲麻立干の長男であり、母は舒弗邯（1等官）の未斯欣の娘、王妃は伊伐飡（1等官）の金乃宿の娘の善兮夫人。479年2月に先王の死去に伴い、王位についた。『三国史記』新羅本紀・智証麻立干紀では照知王とも記される。また、『三国遺事』王暦では毗處麻立干と記され、慈悲麻立干の第三子とし、王妃を期宝葛文王の娘とする。

## 治世
百済との同盟（羅済同盟）により、高句麗及び靺鞨への対抗の体制を維持した。主な交戦の記録としては、
- 481年3月、高句麗・靺鞨が狐鳴（江原道金化郡）などの7城を奪い、さらに彌秩夫（慶尚北道浦項市）まで軍を進めてきた。このときは百済・伽耶の援軍を得て高句麗軍の侵入を防ぎ、退却したところを追撃し首級千余をあげた[1]。
- 484年7月に高句麗が侵入し、百済と協力して母山城（忠清北道鎮川郡？）付近で迎撃し、高句麗を退けた。
- 489年9月、高句麗が侵入してきて戈峴城（江原道淮陽郡）まで至り、10月には狐山城[2]を陥落させられた。
- 494年7月、将軍実竹らが薩水の河原（忠清北道槐山郡）で戦ったが、勝つことができなくて退却し、犬牙城（忠清北道槐山郡）を維持するに留まった。この後に高句麗兵に包囲されたが、百済の東城王が3千の兵とともに救援し、高句麗兵を退却させた。
- 495年8月には、高句麗が百済に攻め入り雉壌城を包囲し、百済は新羅に対して救援を求めてきた。炤知麻立干は将軍徳智らを派遣し、高句麗兵を壊滅させた。
- 496年7月、高句麗が侵入して牛山城を攻めたが、将軍実竹が高句麗兵を退けた。しかし翌497年8月に再び牛山城を攻められ、陥落させられた。

この間、493年に百済からは通婚を求められ、伊伐飡（1等官）の比智の娘を百済東城王に送っている。
内政面では、2回の大赦（479年の即位直後、488年3月）と、被災者・寡婦・寡夫への施しを3回（480年10月、483年10月、488年2月）行っている。487年3月には領域内に郵駅を設置し、官道の修繕を命じるなど、国家としての地方統治が本格化した。また、490年3月以降のこととして、はじめて王都金城（慶州市）に市場を設け、新羅領域の各地から物産が集まったことを伝える。
488年1月には、居城を明活城（慶州市普門里）から月城に戻した。

## 倭との交戦
- 493年7月には臨海（慶尚南道金海市付近）・長嶺（未詳）の2鎮を設置し、倭（仁賢天皇御代）との交戦に備える[4]。

- 497年4月、倭軍（仁賢天皇御代）が新羅の領域を攻める[5]。

- 500年3月、倭軍（武烈天皇御代）が長嶺鎮を陥落[6]。同年11月、薨去[7]。在位22年。埋葬地は伝わらない。

## 補註
1. ↑  ただし、この戦闘については『三国史記』では新羅本紀だけが伝え、高句麗本紀・百済本紀には対応する記事が見られない。
2. ↑  詳細不明。前述の狐鳴城の異称とする説もある。（→井上訳注1980 p.85）
3. ↑  『三国史記』百済本紀には、伊飡（2等官）と記されている。
4. ↑  「(炤知麻立干)十五年秋七月、置臨海、長嶺二鎮、以備倭賊」(『三国史記(新羅本紀第三)』)
5. ↑  「(炤知麻立干)十九年夏四月、倭人犯邉」(『三国史記(新羅本紀第三)』)
6. ↑  「(炤知麻立干)二十二年春三月、倭人攻陷長峰鎮」(『三国史記(新羅本紀第三)』)
7. ↑  『三国史記』は「冬十一月、王薨(500年11月、王が薨去した)」とのみ記すが、実際には同年3月から始まった倭軍との戦争に関連して死亡した可能性が高い。